# Речиця (станція)
Речиця (біл. Рэчыца) — залізнична станція Гомельського відділення Білоруської залізниці на одноколійній неелектрифікованій лінії Гомель — Лунинець — Берестя між станціями Сінозавод та Ребуса. Розташована в однойменному місті Гомельської області Білорусі.

## Історія
Станція відкрита 1886 року під час будівництва лінії Лунинець — Гомель, у 1887 року — лінія прокладена до Брянська.

## Пасажирське сполучення
На станції зупиняються всі поїзди міжрегіональних та регіональних ліній.
| №   | Маршрут          | №   | Маршрут          |
| --- | ---------------- | --- | ---------------- |
| 601 | Гомель — Полоцьк |     |                  |
| 603 | Гомель — Берестя | 604 | Берестя — Гомель |
| 609 | Гомель — Гродно  | 610 | Гродно — Гомель  |
| 621 | Гомель — Мінськ  | 622 | Мінськ — Гомель  |
| 669 | Гомель — Мінськ  | 670 | Мінськ — Гомель  |
| 676 | Берестя — Гомель | 675 | Гомель — Берестя |

Поїзди регіональних ліній сполучають Речицю з такими містами, як Гомель, Хойники, Калинковичі, Мозир і Єльськ.
| Маршрут                     | Відправлення | Маршрут                     | Відправлення |
| --------------------------- | ------------ | --------------------------- | ------------ |
| Калинковичі — Гомель        | 06:00        | Гомель — Калинковичі        | 19:16        |
|                             |              | Речиця — Гомель             | 08:01        |
| Гомель — Калинковичі        | 08:20        | Калинковичі — Гомель        | 14:42        |
| Калинковичі — Гомель        | 09:23        | Гомель — Калинковичі        | 16:06        |
| Гомель — Єльськ             | 09:43        | Єльськ — Гомель             | 15:15        |
| Гомель — Калинковичі        | 10:13        | Калинковичі — Гомель        | 18:28        |
| Гомель — Муляровка          | 11:01        | Муляровка/Речиця — Гомель   | 16:52        |
| Гомель — Василевичі/Хойники | 11:49        | Василевичі/Хойники — Гомель | 17:14        |
| Калинковичі — Гомель        | 11:53        | Гомель — Калинковичі        | 20:54        |
|                             |              | Речиця — Гомель             | 14:09        |
| Гомель — Калинковичі        | 15:01        | Калинковичі — Гомель        | 19:56        |
|                             |              | Речиця — Гомель             | 19:30        |